# Škrapa
Škrape (žlijebovi ili brazde u vapnencu) su morfološki oblik i jedna od karakterističnih površina krškog krajolika. Nastaje kroz otapanje stijena vapnenca, dolomita, i gipsa pod utjecajem vode.    
Tekuća voda u obliku kiše pod utjecajem organskih kiselina (koje absorbira u atmosferi) sporo otapa vapnenac.
Škrape u nekim mjestima mogu biti vrlo oštre. 

## Šport
Popularne, s natjecateljske i turističke perspektive, su trkačke utrke koje prolaze škrapama; Škraping, 3bunj Trail, ŠKRAPula Brodet Run ...